# Macchi MB1
 (août 2022).
La mise en forme du texte ne suit pas les recommandations de Wikipédia : il faut le « wikifier ».
Les points d'amélioration suivants sont les cas les plus fréquents. Le détail des points à revoir est peut-être précisé sur la page de discussion.
- Les titres sont pré-formatés par le logiciel. Ils ne sont ni en capitales, ni en gras.
- Le texte ne doit pas être écrit en capitales (les noms de famille non plus), ni en gras, ni en italique, ni en « petit »…
- Le gras n'est utilisé que pour surligner le titre de l'article dans l'introduction, une seule fois.
- L'italique est rarement utilisé : mots en langue étrangère, titres d'œuvres, noms de bateaux, etc.
- Les citations ne sont pas en italique mais en corps de texte normal. Elles sont entourées par des guillemets français : « et ».
- Les listes à puces sont à éviter, des paragraphes rédigés étant largement préférés. Les tableaux sont à réserver à la présentation de données structurées (résultats, etc.).
- Les appels de note de bas de page (petits chiffres en exposant, introduits par l'outil «  Source ») sont à placer entre la fin de phrase et le point final[comme ça].
- Les liens internes (vers d'autres articles de Wikipédia) sont à choisir avec parcimonie. Créez des liens vers des articles approfondissant le sujet. Les termes génériques sans rapport avec le sujet sont à éviter, ainsi que les répétitions de liens vers un même terme.
- Les liens externes sont à placer uniquement dans une section « Liens externes », à la fin de l'article. Ces liens sont à choisir avec parcimonie suivant les règles définies. Si un lien sert de source à l'article, son insertion dans le texte est à faire par les notes de bas de page.
- La présentation des références doit suivre les conventions bibliographiques. Il est recommandé d'utiliser les modèles {{Ouvrage}}, {{Chapitre}}, {{Article}}, {{Lien web}} et/ou {{Bibliographie}}. Le mode d'édition visuel peut mettre en forme automatiquement les références.
- Insérer une infobox (cadre d'informations à droite) n'est pas obligatoire pour parachever la mise en page.

Pour une aide détaillée, merci de consulter Aide:Wikification.
Si vous pensez que ces points ont été résolus, vous pouvez retirer ce bandeau et améliorer la mise en forme d'un autre article.
Le Macchi MB1 ou MacchiTre (à cause de ses trois roues)) est un véhicule utilitaire triporteur du constructeur italien Macchi, présenté à la Foire Internationale de Milan en 1945, conçu par Ermanno Bazzocchi, fameux concepteur d'avions Aermacchi. 
Ce triporteur est aussi connu sous la marque Bremach car, en 1971, Bremach a racheté les droits et brevets de ce modèle, l'a modernisé et a poursuivi sa fabrication jusqu'en 1990.

## Histoire
Le Macchi MB1 a été le premier véhicule routier de la marque et le seul jusqu'au lancement du scooter Macchi Cigno 125N en 1951. Il disposait d'une cabine de conduite pour deux personnes et d'un plateau arrière basculant. Le véhicule était principalement utilisé pour transporter des marchandises sur de courtes distances. Le bon confort de conduite, dû à la suspension des roues avant dérivée de la construction aéronautique, a rendu le triporteur très populaire. La suspension des roues était la même que celle des trains atterrissage des avions. Il était équipé d'un moteur essence à quatre temps d'une cylindrée de 750 cm3 développant une puissance de 25 ch / 18,4 kW. Le véhicule pesait 1.175 kg à vide et avait une charge utile de 1.500 kg, pouvant être portée à 2.500 kg avec une remorque.
Le Macchi MB1 a été fabriqué en version civile et militaire. Le constructeur a utilisé un certain nombre de composants issus de ses production d'avions militaires, qu'il a adaptés. Le véhicule était facile à entretenir et équipé d'un garde-boue facile à retirer pour les réparations. 
En 1957, la production a été concédée sous licence à l'entreprise Ing. Negri & C SpA, qui a également construit une version plus petite avec une charge utile de 790 kg. En 1955, la version originale a connu une variante équipée d'un moteur diesel de 1.000 cm3. Dans les années qui suivirent, Macchi s'associe avec Harley-Davidson et commercialise la gamme des deux constructeurs sous la marque Aermacchi-Harley-Davidson. 
En 1971, les droits et brevets du triporteur Macchi MB1 sont cédés à la petite entreprise "Fratelli BRENNA" qui va le moderniser et le commercialiser sous sa marque BREMACH - assemblage de BREnna et MAcCHi.
En 1978, la société Aermacchi-Harley-Davidson a été dissoute et Macchi a donné naissance à la marque Cagiva. 
Le Bremach MB1/ND3 a été construit jusqu'à la fin des années 1990 et le projet a été revendu à bas prix à Aerdiesel à Vicence.